# Vormforsen
Vormforsen är ett naturreservat i Lycksele kommun i Västerbottens län.
Området är 57 hektar stort och naturskyddat sedan 2009. Reservatet omfattar en sträcka av Vindelälven med strandområden. Reservatet består av tallskogar och grandominerade översvämningsskogar med visst lövinslag.